# Serres (Altos Alpes)
 Serres  es una comuna y población de Francia, en la región de Provenza-Alpes-Costa Azul, departamento de Altos Alpes, en el distrito de Gap. Es la cabecera y mayor población de su nombre.
Está integrada en la Communauté de communes du Serrois, de la que es la mayor población.
Su población en el censo de 1999 era de 1.204 habitantes.

## Demografía
| 941 | 887 | 1,031 | 1,256 | 1,283 | 1,200 | 1,106 | 1,204 |
| Para los censos de 1962 a 1999 la población legal corresponde a la población sin duplicidades (Fuente: INSEE [Consultar]) |     |       |       |       |       |       |       |